# Бергульский сельсовет
Бергульский сельсовет — сельское поселение в Северном районе Новосибирской области Российской Федерации.
Административный центр — село Бергуль.

## История
Статус и границы сельского поселения установлены Законом Новосибирской области от 2 июня 2004 года № 200-ОЗ «О статусе и границах муниципальных образований Новосибирской области»

## Население
| 2002 | 2010 | 2012 | 2013 | 2014 | 2015 | 2016 |
| ---- | ---- | ---- | ---- | ---- | ---- | ---- |
| 579  | ↘448 | ↘446 | ↘444 | ↘442 | ↘432 | ↘417 |
| 2017 | 2018 | 2019 | 2020 | 2021 |      |      |
| ↗419 | ↘413 | ↘405 | ↘388 | →388 |      |      |

## Состав сельского поселения
| № | Населённый пункт | Тип населённого пункта       | Население |
| - | ---------------- | ---------------------------- | --------- |
| 1 | Бергуль          | село, административный центр | ↘407      |
| 2 | Ичкала           | деревня                      | ↘41       |
| 3 | Малокарагаевка   | деревня                      | →0        |